# 福島靖正
福島 靖正（ふくしま やすまさ、1959年2月24日 - ）は、日本の厚生労働技官、医学博士、眼科医。熊本市副市長や、厚生労働省健康局長、医務技監等を経て、国立保健医療科学院名誉院長、2940オーナー、福島眼科医院院長、健康・体力づくり事業財団理事、化学及血清療法研究所理事など。

## 人物・経歴
熊本県玉名市生まれ。熊本県立熊本高等学校を経て、1984年熊本大学医学部卒業。ラグビー部出身。女優の宮崎美子は高校・大学の親友で、福島が撮影した宮崎の写真を週刊朝日の企画「篠山紀信が撮る！キャンパスの春」に送ったことがきっかけとなり、宮崎が芸能人となった。
1986年国立公衆衛生院専門課程修了。1987年厚生省に異動。1989年埼玉県東松山保健所長。1995年和歌山県福祉保健部次長。
1999年「特定疾患医療受給者証を利用した難病患者の長期観察」により昭和大学博士（医学）の学位を取得。2000年から熊本市健康福祉局技監や、熊本市健康福祉局長、熊本市助役、熊本市副市長を歴任した。2004年法務省矯正局企画官。
法務省矯正局管理官を経て、2007年から厚生労働省社会・援護局障害保健福祉部精神・障害保健課長として、精神障害者の社会復帰支援等にあたった。厚生労働省健康局結核感染症課長、仙台検疫所長、横浜検疫所長、厚生労働省大臣官房厚生科学課長等を経て、2013年農林水産省大臣官房審議官。2014年から厚生労働省大臣官房審議官を務め、地域医療構想策定ガイドラインの策定などにあたった。
2015年厚生労働省健康局長。2017年成田空港検疫所長。2018年から国立保健医療科学院院長を務め、勝浦市で、勝浦ホテル三日月に受け入れられた新型コロナウイルス感染症の患者への現地対応にあたるなどした。
2020年厚生労働省医務技監。2023年退官。同年三軒茶屋にバー2940（フクシマ）を開店し、医療法人福島眼科医院理事兼院長。2024年化学及血清療法研究所理事。健康・体力づくり事業財団理事、東邦大学医療センター大森病院特定機能病院の医療安全に係る監査委員会委員長、東京熊本県人会理事長なども務めた。国立保健医療科学院名誉院長。